# Далч
Далч (рум. Dalci) — село у повіті Караш-Северін в Румунії. Входить до складу комуни Турну-Руєнь.
Село розташоване на відстані 316 км на захід від Бухареста, 35 км на схід від Решиці, 92 км на південний схід від Тімішоари.

## Населення
За даними перепису населення 2002 року у селі проживали 248 осіб, усі — румуни. Усі жителі села рідною мовою назвали румунську.